# 아오궈주
아오궈주(중국어: 敖國珠, 병음: Ào Gúozhū, 한자음: 오국주, 1990년 8월 6일 ~ )는 만족 에기트씨, 전 만주 정황기로, 대만의 고위 언론 매체 종사자이다.

## 학력
- 타오위안시립 우링 고급중학
- 중국 문화 대학 중국어과, 신문과
- 국립 대만 사범대학 그래픽커뮤니케이션연구소